# Сабана Гранде (Порторико)
Сабана Гранде (шп. Sabana Grande) је општина у америчкој острвској територији Порторико, острвској држави Кариба.

## Демографија
По попису из 2010. године број становника је 25.265, што је 670 (-2,6%) становника мање него 2000. године.
| Група             | 2000.          | 2010.          |
| Белци             | 118 (0,5%)     | 106 (0,4%)     |
| Афроамериканци    | 763 (2,9%)     | 1.394 (5,5%)   |
| Азијати           | 12 (0,0%)      | 8 (0,0%)       |
| Хиспаноамериканци | 25.787 (99,4%) | 25.139 (99,5%) |
| Укупно            | 25.935         | 25.265         |